# Бержер ле Вертис
Бержер ле Вертис (фр. Bergères-lès-Vertus) насеље је и општина у североисточној Француској у региону Шампањ-Арден, у департману Марна која припада префектури Шалонс ан Шампањ.
По подацима из 2011. године у општини је живело 574 становника, а густина насељености је износила 31,4 становника/km². Општина се простире на површини од 18,28 km². Налази се на средњој надморској висини од 114 метара.

## Демографија
| 1962. | 1968. | 1975. | 1982. | 1990. | 1999. | 2011. |
| ----- | ----- | ----- | ----- | ----- | ----- | ----- |
| 418   | 517   | 512   | 510   | 536   | 540   | 574   |

График промене броја становника у току последњих година